# Подкина (Юрлинский район)
Подкина — деревня в Юрлинском районе Пермского края, в 25 км от села Юрла. Входит в состав Юрлинского сельского поселения. С юга в 1 км от Подкина располагаются деревни: Зарубина, Скородум, Шалгина.

## История
По исповедным росписям Юрлинской церкви за 1911 год Подкина показана деревней. Население деревни-старообрядцы. При обследовании в 1886 г. в деревне Подкина вместе с деревнями Ефимова и Зарубина числилось 77 домохозяйств. Подсобными заработками были временные работы.
В деревне  существовала старообрядческая община и при ней молитвенный дом, пришедший в ветхость еще в 1880 году, имелись кузница, мельница-мутовка и портной.
Проводимая большевиками продразверстка вызвала резко негативное отношение к новой власти не только у богатых и зажиточных людей, но и у середняков и бедняков, что привело к крестьянским восстаниям в деревне Подкина. 
В августе 1918 г. было организовано крупное кулацкое восстание, руководимое подкинским старообрядческим попом Подкиным и его сыном, при активном участии офицеров Ташкинова Г.С. и Перебатова В.С. Подавлять восстание отправили отряд Трукшина. В 6-8 км от деревни произошел бой, повстанцы отступили, но получив данные  от раненого, что численность восставших составляет около 500 человек, Трукшин принял решение отступить в Юм. После присланного подкрепления из Чердыни в 60 штыков наступление возобновилось. Подкиной овладели с незначительными потерями  и от Подкиной были оставлены груды золы, и развалин, а главари восстания с позором бежали. Так подкинское восстание было ликвидировано. Спустя 6 месяцев началось Юрлинское восстание.     
Из воспоминаний Т.Ф. Суворова. Не доходя с километр или два до Подкиной, встретили старика, спросили, нет ли в деревне «белых». Он сказал, что нету. Мы пошли. Подходим к деревне, а с чердака крайнего дома по нам ударил пулемет. Человек пятьдесят сразу уложил. Мы шли на лыжах. Гыж только в лог. Подошли к тому дому, а там уж нет никого, один пулемет оставлен. Подожгли этот дом, с домом и пулемет упал в огонь. Другой дом, связка три избы, тоже сожгли. Там сказали, богатые жили. стали ходить по избам есть просить, в избах только одни старухи сидят.     

## Население
| 1909 | 1926 | 1958 | 1979 | 1989 | 1998 | 2010 | 2021 |
| ---- | ---- | ---- | ---- | ---- | ---- | ---- | ---- |
| 149  | 147  | 132  | 106  | 92   | 88   | 31   | 24   |